# Reason
Reason je hudební software švédské společnosti Propellerhead zaměřený především na elektronické producenty. Jedná se o virtuální softwarový rack kombinující možnosti mnoha integrovaných komponent – dvou softwarových syntezátorů (SubTractor a Maelstrom), dvou digitálních samplerů (NNXT a NN-19), bicího sekvenceru (ReDrum), editoru smyček (DrRex), sekvenceru a paternového sekvenceru (Matrix), řady efektových jednotek (Reverb, Delay, Distortion, obálkou řízený filtr, Chorus/Flanger, Phaser, Kompresor a dvoupásmový parametrický ekvalizér, plus masteringové efekty MClass) a dvou typů mixeru. Pro kombinování jednotlivých nástrojů za účelem vytváření nástrojů zcela nových je možno využít utility s názvem Combinator.

## Úvod
Základem Reasonu je panel obsahující 64kanálový MIDI převodník, 64kanálový audio převodník a ReBirth Input pro připojení dalšího softwaru již zmíněné firmy. Ve spodní části hudební stanice je transportní panel se zobrazováním zatížení procesoru, nastavením MIDI synchronizace, metronomu, lokátorů a kontrolerů pro ovládání sekvenceru. Do základního panelu lze pomocí virtuálních kabelů zapojit libovolné množství požadovaných komponent. Omezení v tomto případě představuje pouze výkon počítače. Pro přehlednost je samozřejmě možné jednotlivé komponenty v rámci virtuálního racku minimalizovat.

## Popis jednotlivých nástrojů
SubTractor – zdařilá simulace analogového syntezátoru obsahující oscilátory, každý s 32 typy vlnových křivek. Křivky zahrnují nejen klasické sinusové, pilové nebo pulzní typy, ale i různá další spektra. Spolu s FM nebo kruhovou modulací nástroji nebývalé zvukové možnosti. Dva filtry se čtyřmi průběhy, tři obálky pro modulaci oscilátorů, filtru a amplitudy a dva LFO oscilátory se šesti křivkami mohou modulovat deset parametrů syntezátoru.